# Sadya

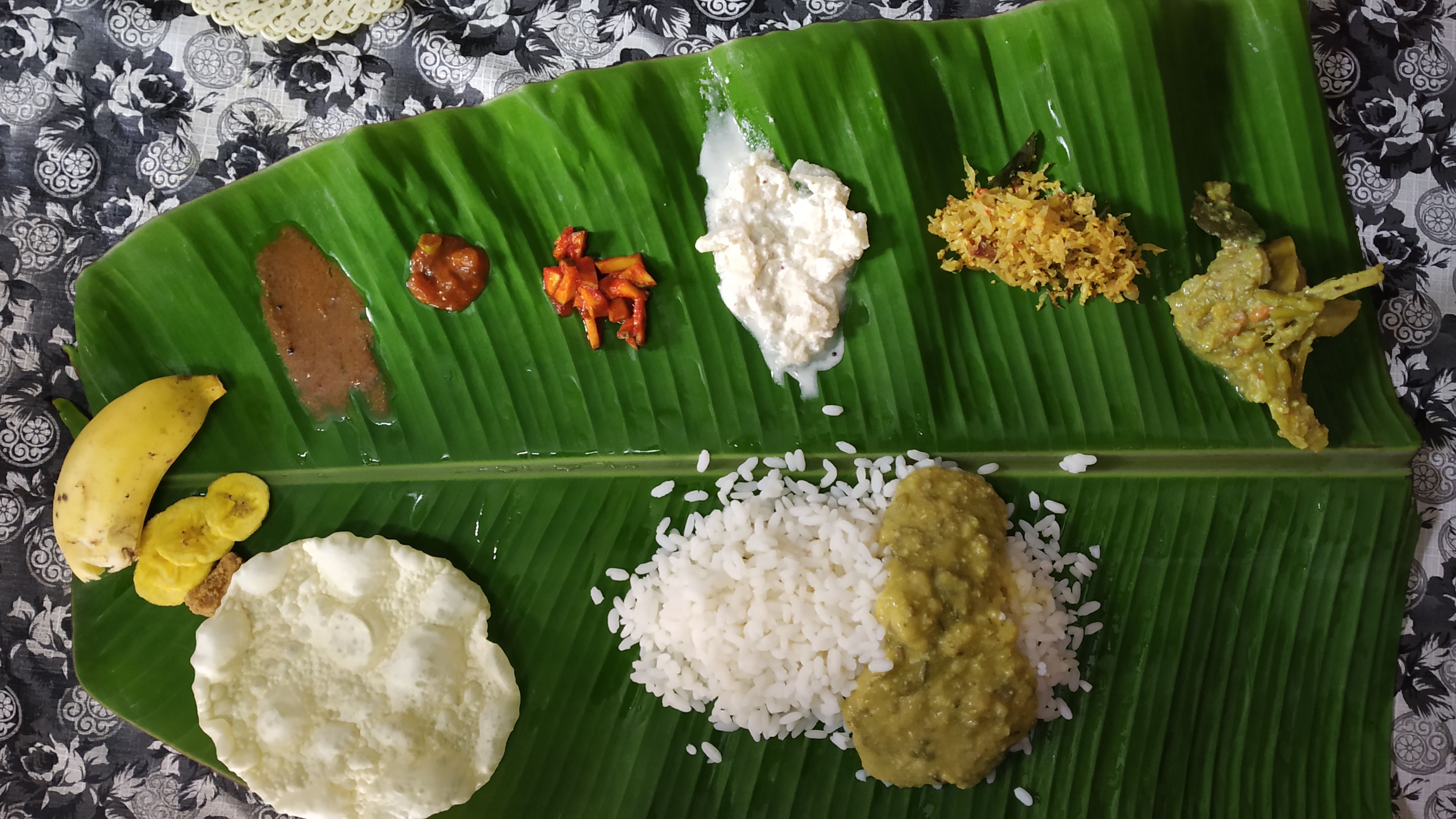
Una tradizionale Kerala Sadya

Il Sadya (in malayalam സദ്യ) è un pasto dello stato indiano di Kerala, importante per tutti i Malayali, costituito da una varietà di piatti vegetariani tradizionali, solitamente serviti su una foglia di banana come pranzo. Sadya significa banchetto in malayalam. Il Sadya è tipicamente servito come banchetto tradizionale per Onam, la festa di stato del Kerala, e per Vishu, il Capodanno del Kerala.

## Panoramica

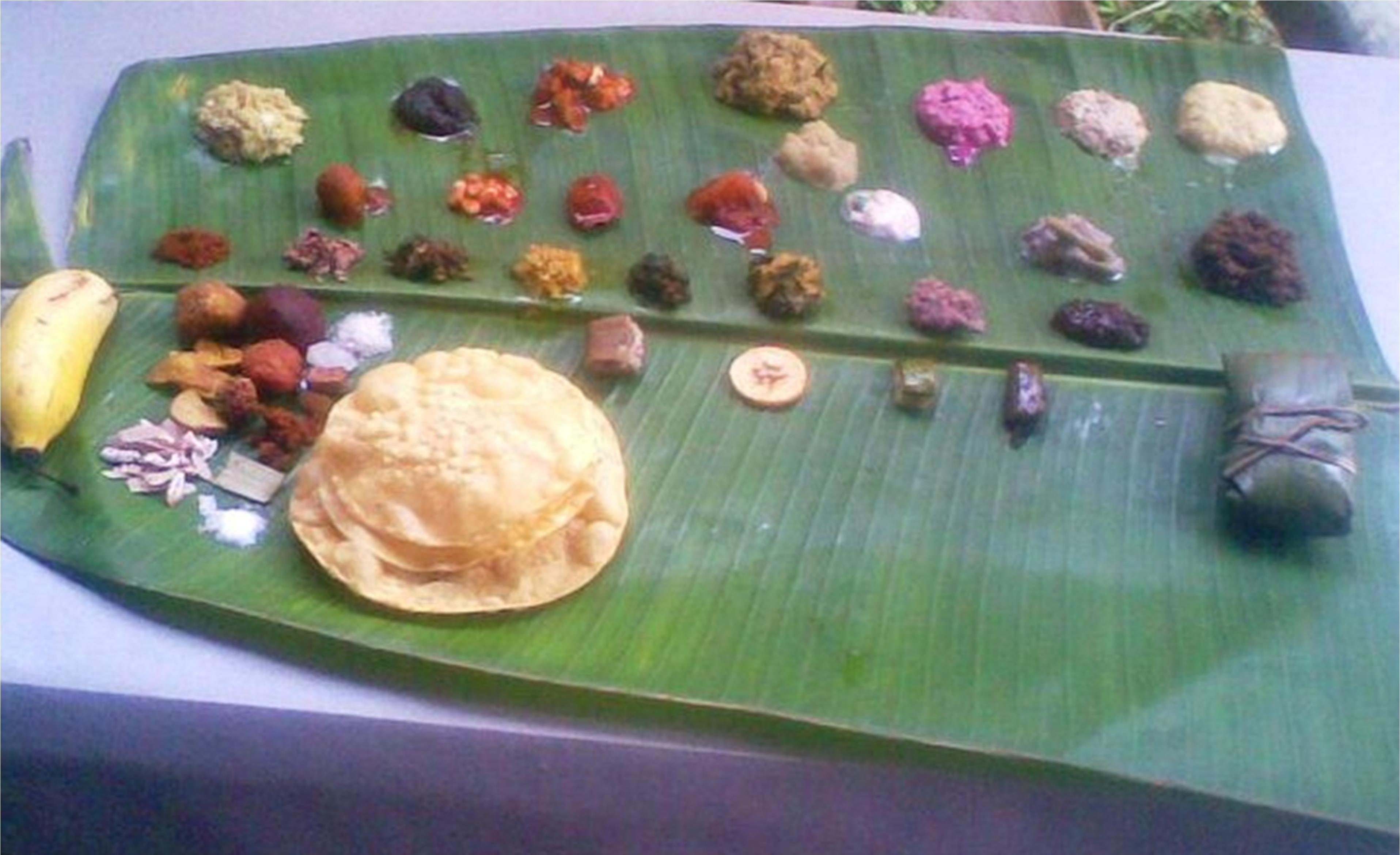
Valla Sadya

Un tipico Sadya può comprendere circa 24-28 piatti serviti come portata singola. In alcuni casi è molto più grande e può contenere più di 64 o più prodotti, come il Sadya per l'Aranmula Boat Race (Valla Sadya). Durante la tradizionale celebrazione del Sadya, le persone sono sedute a gambe incrociate su delle stuoie. Il cibo viene mangiato con la mano destra, senza posate, dove le dita sono tenute a coppa per formare un mestolo.
Il piatto principale è il riso bollito, servito insieme a diversi cibi a base di curry, come il Koottaan (കൂട്ടാൻ), che include curry come parippu, sambar, rasam, pulisseri e altri come kaalan kaalan avial thoran, olan, kichadi, koottukarierissery, mango sottaceto, injipuli, mezhukkupuratti, naranga achaar (lime sottaceto), così come il papadam, chips di platano, sharkara upperi, banana, cagliata e latticello. Il latticello viene generalmente servito verso la fine del pasto. Il dolce tradizionale chiamato payasam, servito a fine pasto, è di molti tipi e di solito ne vengono serviti tre o più. Tra le varianti ci sono Paal Ada prathaman, Ada pradhaman, Parippu prathaman, Chakkaprathaman, Gothampu payasam e Paal Payasam. I diversi 'Koottan' sono fatti con verdure differenti e hanno gusti vari. La ampia varietà dei curry simboleggia prosperità e benessere.

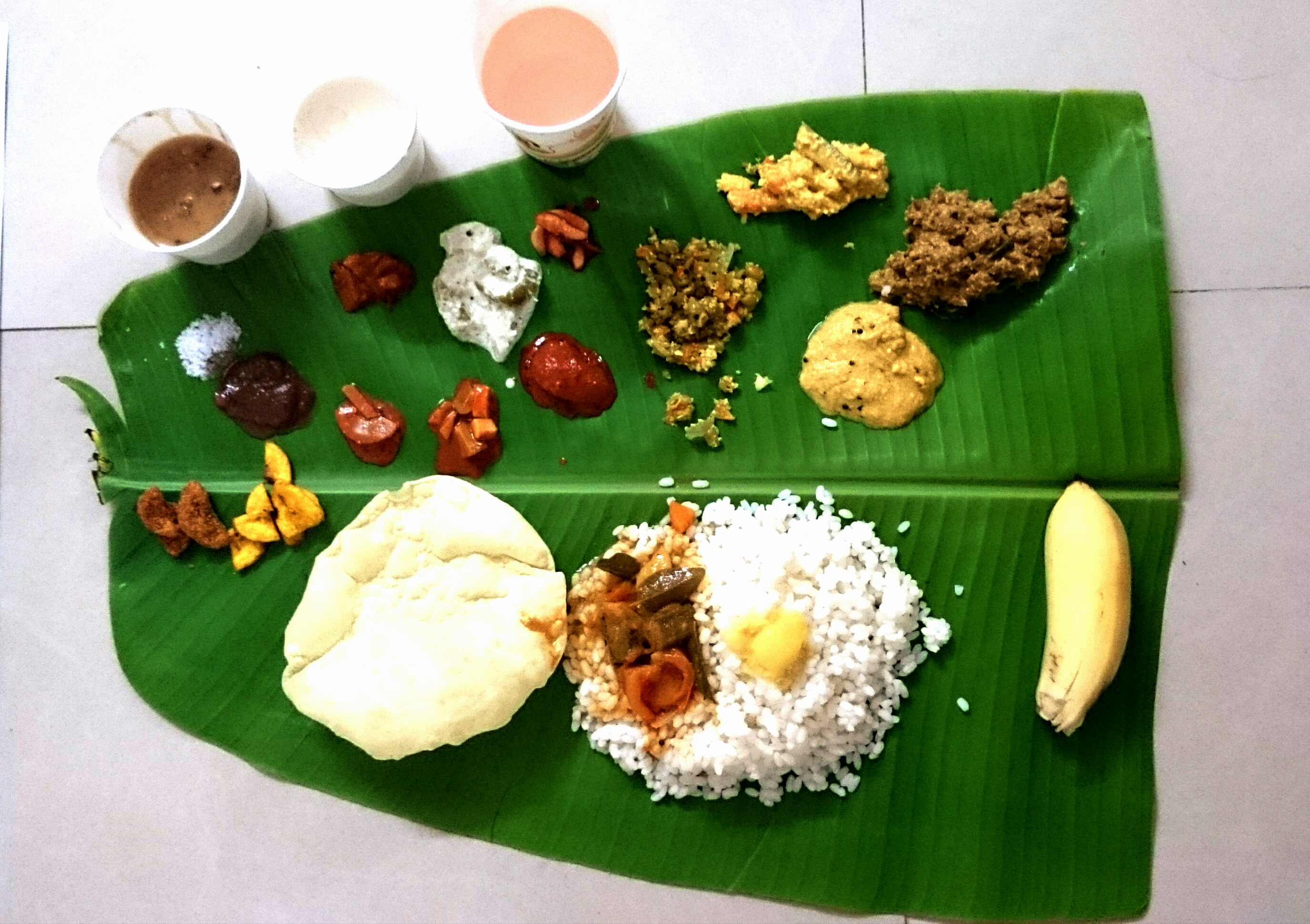
Un Sadya servito per Onam

I piatti vengono serviti in alcuni punti specifici della foglia di banana. Ad esempio, i sottaceti vengono serviti nell'angolo in alto a sinistra e la banana nell'angolo in basso a sinistra, il che aiuta i camerieri a identificarli facilmente e decidere se offrire porzioni aggiuntive. Gli ingredienti più comuni in tutti i piatti sono verdure, cocco e olio di cocco, poiché sono abbondanti nel Kerala. Il latte di cocco viene utilizzato in alcune delle preparazioni e l'olio di cocco viene utilizzato per la frittura dei piatti.
Tuttavia possono esserci variazioni nel menu a seconda del luogo e della religione. Alcune comunità, in particolare quelle nella parte settentrionale del Kerala, includono piatti non vegetariani nel Sadya. Sebbene l'usanza sia quella di utilizzare verdure tradizionali e stagionali autoctone del Kerala o della costa sud-occidentale dell'India, è diventata pratica comune includere verdure come carote, ananas e fagioli nei vari piatti. La tradizione vuole che la cipolla e l'aglio non siano usati tipicamente nel Sadya. Convenzionalmente, il pasto può essere seguito dalla masticazione di vettila murukkaan, ovvero la foglia di betel con lime e noce di areca. Questo aiuta la digestione del pasto e pulisce anche il palato.

## Preparazioni

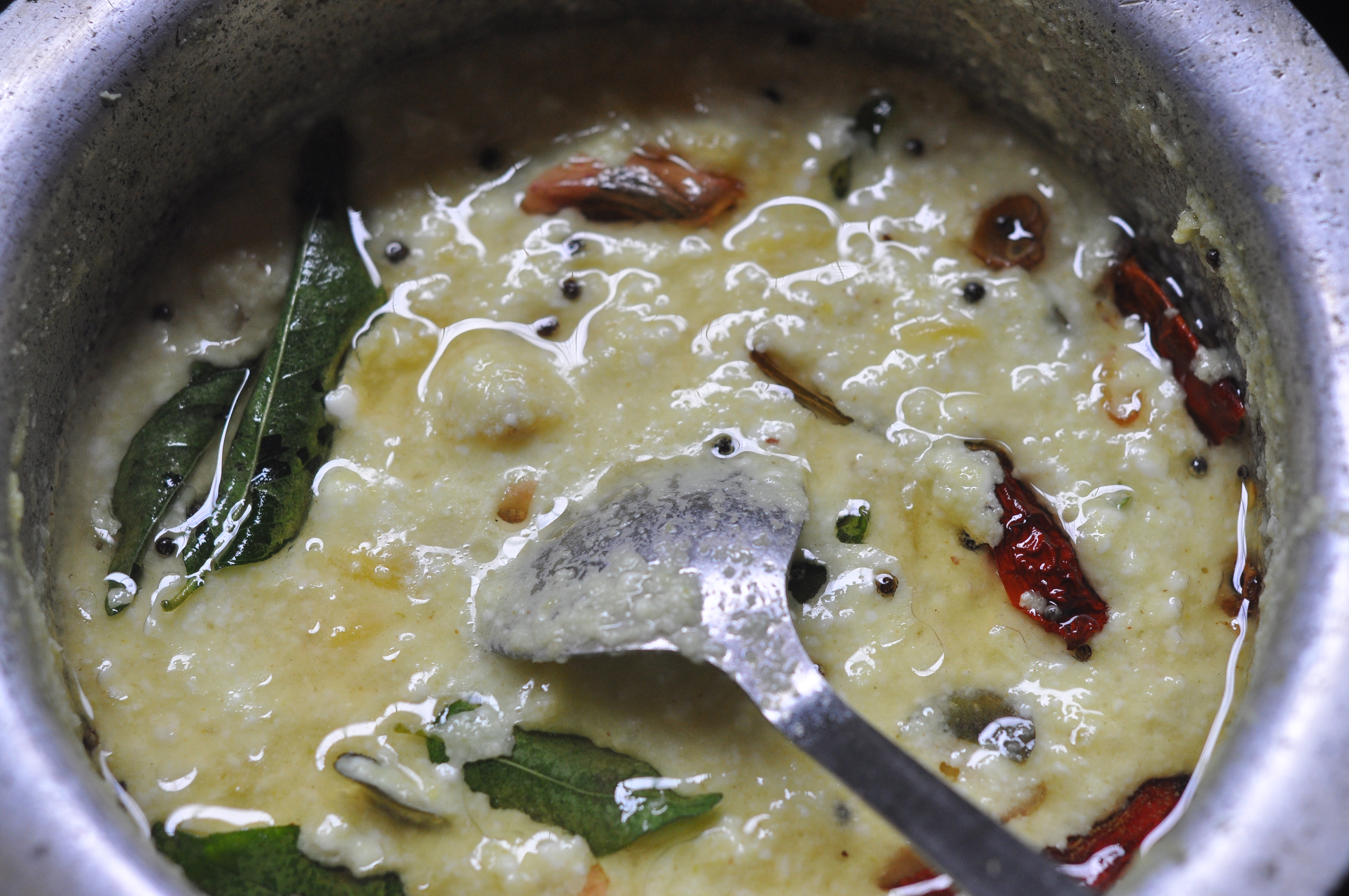
Pachadi durante la preparazione, che è talvolta usato come ingrediente nel Sadya

Il Sadya viene solitamente servito a pranzo, anche se una versione più leggera viene servita anche a cena. I preparativi iniziano la sera prima e i piatti vengono preparati prima delle dieci del mattino del giorno della festa. In molte occasioni, il Sadya viene servito su dei tavoli, poiché le persone non trovano più conveniente sedersi per terra. L'approvvigionamento di ingredienti per il Sadya è un processo elaborato e attento per garantire la qualità del banchetto. L'accensione del fuoco per la cottura avviene dopo una preghiera ad Agni e la prima porzione viene offerta su una foglia di banana davanti a un nilavilakku acceso come offerta a dio.
Secondo la tradizione, la gente del quartiere aiuta i cuochi a cucinare e serve il cibo agli altri commensali. Ciò comporta una discreta quantità di interazione sociale che aiuta a costruire un rapporto con i vicini.
Il Sadya è servito in pankthi o panthi in malayalam, un'espressione che in sanscrito significa "in file", tradizionalmente sul pavimento, ora anche su panche e tavoli. Ci possono essere molti pankthi a seconda delle dimensioni della folla e della capacità del luogo. I padroni di casa normalmente siedono solo durante l'ultimo pankthi. Il capofamiglia mangerà per ultimo e farà il giro di ogni pankthi per salutare gli ospiti e assicurarsi che siano soddisfatti.
In un Sadya, i pasti vengono serviti su una foglia di banana. La foglia viene piegata e chiusa una volta terminato il pasto. In alcuni casi, chiudere la foglia verso se stessi indica soddisfazione per il pasto, mentre piegarla ad una certa distanza significa che il pasto può essere migliorato. Tuttavia, la direzione in cui è piegata la foglia può avere significati diversi nelle varie parti dell'India.
Il Sadya nello stile Travancore centrale è rinomato per essere il più rigoroso e legato alla tradizione. Di solito c'è un ordine seguito nel servire i piatti, a partire dalle chips e dai sottaceti. Tuttavia, in varie parti del Kerala vengono adottati approcci diversi per preparare e servire i piatti a seconda delle preferenze locali.

## Ingredienti tipici
Gli ingredienti includono:

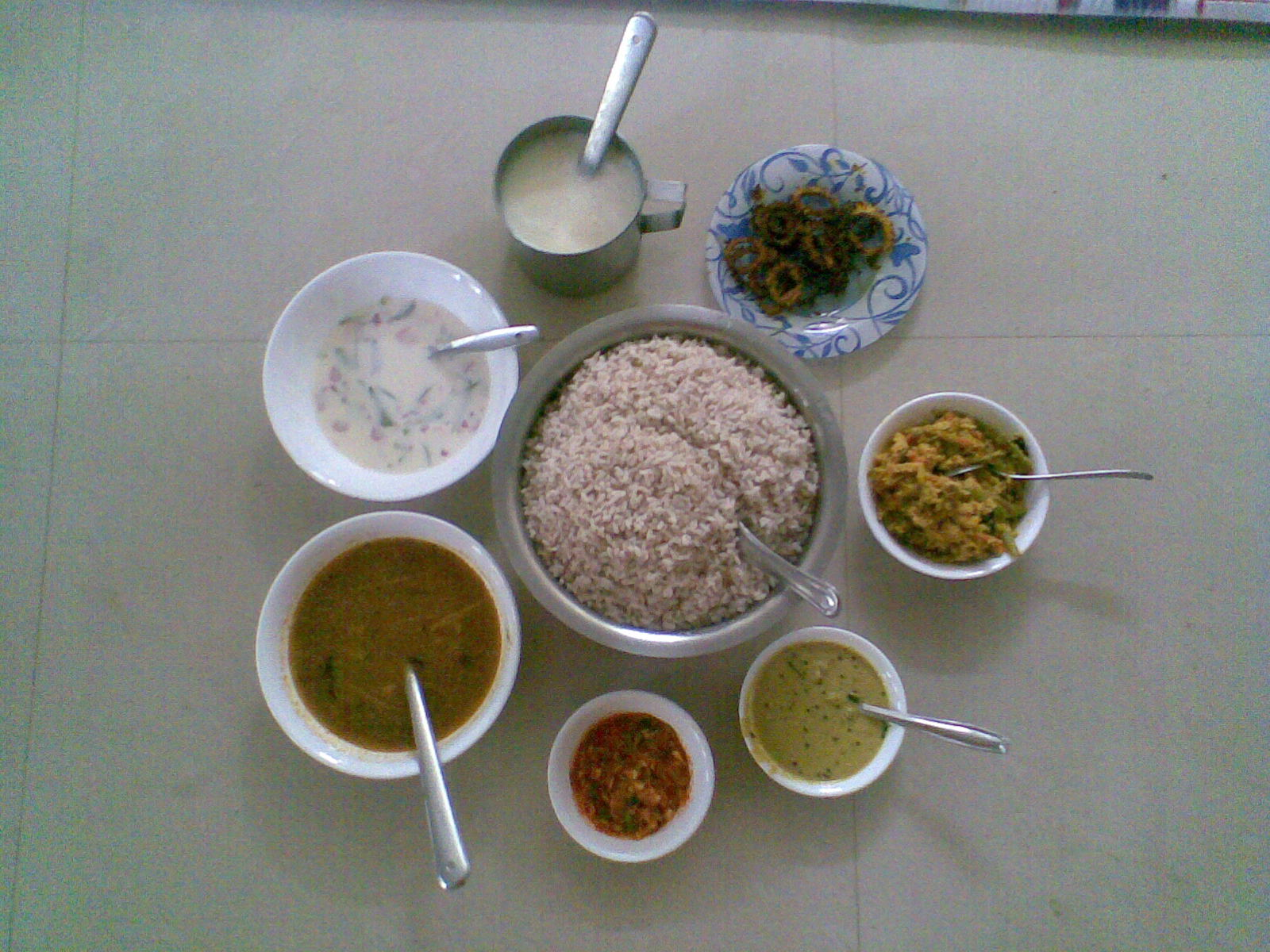
Porzioni del Sadya pronti per essere serviti. In senso orario dall'alto: paayasam, thoran di zucca amara, aviyal, kaalan, lime sottaceto, saambaar, latticello, riso bollito al centro

- Riso: è l'elemento principale del Sadya. Viene sempre usato il riso rosso del Kerala.[13] A volte viene utilizzato il riso matta.[15]
- Parippu: una zuppa densa a base di lenticchie, condite con curry e mangiata con riso, papadum e burro chiarificato.[16]
- Sambar: un sugo denso a base di lenticchie, tamarindo, verdure come mazza da tamburo, pomodoro, patata dolce ecc., e aromatizzato con assafetida.
- Rasam: un piatto acquoso a base di tamarindo,[16] pomodori e spezie come pepe nero, assafetida, coriandolo, peperoncino, ecc. Ha un sapore molto piccante e aiuta la digestione. Tuttavia, in alcune regioni il Rasam non è considerato come parte del Sadya.
- Avial: una densa miscela di varie verdure e cocco, condita con foglie di curry e olio di cocco.[7]
- Kaalan: fatto di cagliata, cocco e qualsiasi tipo di verdura come piantaggine "nendran" o igname. È molto denso e acido e in genere ha un sapore molto concentrato.[14]
- Olan: un piatto leggero, preparato con zucca bianca o piselli neri, latte di cocco e zenzero condito con olio di cocco.[7][13]
- Koottukari: a base verdure come banana o igname, cucinate con ceci, cocco e pepe nero.[17]
- Erissery: un curry denso a base di zucca, piselli e cocco.[18]
- Pachadi: curry acido a base di cagliata e solitamente cetriolo o zucca affettata, cotta nel cocco macinato con semi di senape saltati e foglie di curry.[14][19] Presenta somiglianze con la Raita.
- Sweet Pachadi: una forma dolce di Pachadi, a base di ananas, zucca o uva in cagliata.[7] La salsa masala comprende cocco macinato con semi di cumino e peperoncini verdi.[14][19] Per la sua dolcezza, in alcuni luoghi viene anche chiamato curry Madhura (dolce).[19]
- Pulisseri: un curry leggero di colore giallo acido a base di yogurt e cetriolo leggermente inacidito.[8] Una variante dolce chiamata "Mambazha Puliseri" sostituisce il cetriolo con una combinazione di mango maturo e jaggery.
- Injipuli: un sottaceto dolce a base di zenzero, tamarindo, peperoncini verdi e jaggery, chiamato anche Puli-inji.[20]
- Thoran: un piatto di verdure saltate come piselli, fagiolini, giaca crudo, carote o cavoli (di solito) con cocco grattugiato.
- Mezhukkupuratti: tipico stile di preparazione di un piatto vegetariano, in cui la verdura viene saltata in padella con le spezie. Si possono utilizzare anche cipolle o scalogni tritati.
- Achaar: sottaceti piccanti di mango crudo,[3] limone,[16] lime (Narangakari) ecc.
- Pappadam: chips di farina di lenticchie, hanno una consistenza croccante e possono essere consumati come antipasto.
- Sharkara upperi: chips di banana con jaggery[7]
- Kaaya Varuthathu: chips di banana[3]
- Banana: una banana matura viene spesso servita con il Sadya da mangiare con il dessert, il Payasam.
- Sambharam, noto anche come moru: una bevanda a base di latticello salato con peperoncino verde, zenzero e foglie di curry, viene bevuta per migliorare la digestione e viene tipicamente servita verso la fine del pasto.[3][16]

Questi contorni sono seguiti da dessert come Prathaman e Payasams.

## Prathaman
Il Prathaman è un piatto dolce sotto forma di una densa salsa; è simile al payasam, ma con più varietà in termini di ingredienti e più elaborato. È fatto con zucchero bianco o jaggery a cui viene aggiunto il latte di cocco. La principale differenza tra un prathaman e un payasam è che il primo usa il latte di cocco, mentre il secondo usa il latte di mucca.
- Il Palada prathaman è fatto di fiocchi di riso cotto, latte e zucchero.[21]
- Il Pazha prathaman è fatto di banana o platano "nendra" cotta in salsa di jaggery e latte di cocco.[22][23]
- Il Gothambu prathaman è fatto di grano macinato.[5]
- Il Parippu prathaman è fatto di grammo verde.[24]
- Il Chakka prathaman è fatto di giaca.[25]
- Il Ada pradhaman è fatto di Riso Ada (fiocchi di riso).[26]
- Il Kadala prathaman è fatto di grammo nero.[27]